# Der Welt den Rücken
Der Welt den Rücken ist eine Sammlung von Erzählungen von Elke Heidenreich, die 2001 bei Hanser erschienen ist. Das Buch wurde in mehrere Sprachen übersetzt, darunter Französisch, Türkisch und Koreanisch.
Der Band enthält die folgenden Erzählungen:
- Die schönsten Jahre
- Silberhochzeit
- Der Tag, als Boris Becker ging
- Ein Sender hat Geburtstag
- Karl, Bob Dylan und ich
- Wurst und Liebe
- Der Welt den Rücken

Die Reaktion der Kritik auf den Band war gemischt. Die Frankfurter Rundschau und Die Zeit rezensierten durchaus positiv und Waltraud Schwab fand in der FAZ, dass Heidenreich hier der verlorenen Generation zwischen den 68ern und der erfolgs- und karriereorientierten übernächsten Generation ein bescheidenes Denkmal mit ihren Erzählungen gesetzt habe:

„Das Buch ist eine einzige Persiflage auf die Welt der Medien, der Altlinken und der sexuell Befreiten. Selbstironisch schüttet die Journalistin, Kolumnistin, Talkmasterin und Schriftstellerin dabei den Spott auf das, was ihr im Grunde selbst lieb und teuer sein müsste. Das aber hat Elke Heidenreichs Ergüsse immer schon so menschlich gemacht: Dass sie im Grunde über sich lacht. Nicht über andere.“

Auch Karin Großmann äußert sich in der Sächsischen Zeitung positiv und vermerkt:

„[Die Geschichten] sind mit scheinbar leichter Hand geschrieben, ohne doppelten Boden, ohne kunstvolles Getue. Am liebsten erzählt Elke Heidenreich noch immer in der ersten Person. Mitunter klingt es autobiografisch.“

Weitgehend negativ urteilten dagegen Manfred Papst in der NZZ, demzufolge Heidenreichs Sprache „in Konventionen und Worthülsen erstarrt“ sei, und Kristina Maidt-Zinke in der SZ.

## Ausgaben
- Erstausgabe: Der Welt den Rücken. Erzählungen. Hanser, München 2001, ISBN 3-446-20052-5.
- Taschenbuch: Der Welt den Rücken. Fischer Taschenbuch 29612. Fischer, Frankfurt a. M. 2016, ISBN 978-3-596-29612-5.
- Hörbuch:
  - Der Welt den Rücken. 2 CDs. Kein und Aber Records, Frankfurt a. M. 2001, ISBN 3-0369-1115-4.
  - Der Welt den Rücken. Random House Audio, Köln 2011, ISBN 978-3-8371-1005-0.
  - Erzählungen. Eine Auswahl aus „Der Welt den Rücken“ und „Kolonien der Liebe“ mit „Erika oder der verborgene Sinn des Lebens“. Gelesen von Elke Heidenreich. CD 3 von 3. Random House Audio, Köln 2011, ISBN 978-3-8371-0853-8.
- E-Book: Der Welt den Rücken. Hanser, München 2012, ISBN 978-3-446-24259-3 (EPUB).
- Blindenschrift: Der Welt den Rücken. Geschichten. 2 Bde. DZB, Leipzig 2003